# 致我深愛的每個妳／致深愛妳的那個我
《致我深愛的每個妳：無論哪個世界的妳，都是我最愛的妳。》（日語：君を愛したひとりの僕へ）、《致深愛妳的那個我：只有這個世界的妳，才是唯一我愛的妳。》是日本作家乙野四方字所著的兩本科幻愛情小說，2016年6月23日經早川書房出版。截至2021年9月發行超過24萬本。兩本小說的故事情節形成一個圓環，因此閱讀順序不會影響對劇情的理解，但會影響故事的結局。後續本作的動畫上映直前，在僕愛所隱藏的真正故事《當我呼喚妳的名字》出版的。。分別根據兩本小說改編的兩部動畫電影於2022年10月7日同日上映。

## 故事大綱
主角小曆在七歲時，不幸遇上父母離婚，並以此為開端做出了人生第一個重大抉擇，並在接下來的人生，邂逅了影響他命運的不同女性，以及在相處過程中所帶來的不同人生走向......

### 《僕愛君愛：致我深愛的每個妳》（僕愛）
小曆跟著母親並改從母姓為高崎曆，與母親和外公同住。小曆在十歲那年意外回到了早逝的外公仍活著的平行世界，並在短暫的夢境之後回到現實，小曆因此得知了平行世界的存在。
等到小曆升上高中之後，因為成績優秀而與班上人群產生了距離感。某一天小曆被同班同學瀧川和音叫住後，兩人開始單獨見面，和音自稱來自第85號的平行世界，並對小曆抱持著高傲冷淡的態度；和音雖然表示自己在跟那個具男子氣概的小曆交往，而不是她眼前的小曆，讓小曆感到失望的同時，也下定決心追求和音、試圖引起她的注意並獲得她的認同。
小曆與和音兩人之間，接下來的感情走向，將會遇到何種考驗與挑戰，攜手度過難關，建立屬於兩個人的未來……

### 《僕愛君愛：致深愛妳的那個我》（君愛）
小曆跟著父親，名字依然叫做日高曆。年幼的小曆在托兒所內偶遇了虛質科學研究所所長的女兒佐藤栞，並被小栞帶領到研究所內最神秘的「IP膠囊」；而小曆突然接到了寵物狗優諾死於車禍的噩耗，希望能藉著IP膠囊的神奇力量，讓他回到優諾還在世的平行世界……
小曆在見到優諾並回到現實之後，就跟小栞發展到兩小無猜的情誼。某日小曆父親和小栞母親，向孩子們宣告了兩人交往並決定再婚的消息，小曆和小栞他們擔心成為義兄妹之後就無法結婚，於是他們倆試圖再次借助IP膠囊的力量，希望回到兩人不會成為義兄妹的平行世界；但機器啟動之後，小曆發現小栞已經失去意識，陷入腦死昏迷狀態，讓小曆和小栞母親陷入空前的悲愴與絕望……
小曆為了將淪為「十字路口的幽靈」的小栞拯救回現實世界，並挽救覆水難收的過去，他該如何找到與小栞再次重逢的答案呢……

## 人物介紹

### 主要角色
高崎曆／日高曆（聲：宮澤冰魚、田村睦心（幼年）、西岡德馬（老年））
故事主角，七歲時父母離異而面臨了人生第一個重大抉擇。
《僕愛》世界線
在《僕愛》世界線中，上了高中的高崎曆因為成績優秀，擔憂成為同學們拿放大鏡檢視的對象，就推辭了入學式學生致詞代表，並改為同班同學和音代表上台致詞。
某日放學後被和音叫住，並被她帶到附近卡拉OK店單獨交談，這時和音表示她來自第85號平行時空，並與「另一個具男子氣概的小曆」交往，而非眼前的小曆；小曆在被和音拒絕後，就下定決心追求和音，希望引起她的注意和認同。
考上大學後主修虛質科學的科系，並與和音以參與共同研究為契機開始穩定交往。
大學畢業後任職於父親所在的虛質科學研究所，不久後就對同為研究夥伴的和音求婚；最後兩人步入禮堂完成終身大事，婚後育有一子小涼。
在《僕愛》路線的最後，小涼長大成人並與妻子繪里結婚、育有一女小愛，而小曆也跟妻子、兒子、媳婦和孫女，共享天倫之樂。
幸福度過66年後，約定時間將至前高崎曆到昭和道十字路，突然看見斑馬線上出現一名少女，向她搭話牽手後少女即消失，虛質IP也顯示為ERROR。
退回路邊等待時與内海栞相遇並由她幫忙撿起藥物，相互確認了兩人都過得很幸福。
《君愛》世界線
在《君愛》世界線中，日高曆認識了虛質科學研究所所長的女兒佐藤栞，並與她開始接觸，甚至立下了互許終生的承諾。
小曆和小栞從兒時玩伴，一路發展為情投意合的戀人關係；但途中發生了插曲，翔大和絃子他們倆開始交往並向孩子們宣佈再婚，使得小曆和小栞開始擔心成為義兄妹就無法結婚。
為了回到翔大和絃子不會再婚，使小曆和小栞未來可能結婚的世界線，小曆和小栞再次進入IP膠囊並將其啟動。
IP膠囊啟動之後發生了意外，小曆發現小栞陷入了昏迷而失去意識，於是下定決心拯救小栞；甚至放棄繼續讀大學，專注在虛質科學的領域研究中，希望能找到拯救小栞的答案。
在《君愛》路線的最後，兩人約定之後雙雙回到了尚未產生交集的原點(《僕愛》世界線開始)，日高曆如願在人生的最後與佐藤栞的靈魂相聚。
瀧川和音（聲：橋本愛、余貴美子（老年））
小曆的高中同班同學，比小曆年輕一歲；個性好勝剛強，與小曆之間具有競爭意識、並以嚴肅的態度看待小曆。
具有虛質科學方面的豐富知識，並在小曆的不同世界線扮演關鍵角色。
《僕愛》世界線
高中時期就跟小曆爭奪班上成績的第一、二名，兩人還相互切磋學習解難題，而被同學們誤解為班對，但到了高中畢業之前仍果斷拒絕小曆的追求。
大學時跟小曆同樣主修虛質科學相關科系，後因此發展成穩定交往，並在畢業後同樣加入小曆所屬的虛質科學研究所。
之後小曆向她求婚，兩人最終結為連理，並為小曆生下了獨生子小涼。
與小曆經歷了不同時空交錯的感情挑戰和難關之後，小曆向她表達「即使是不同時空的他，也會深愛著不同時空的妳」的承諾，讓兩人之間的感情更為堅定，最後與小曆白頭偕老。
《君愛》世界線
高中時期並未曾與小曆有過任何交集，直到她跳級攻讀博士學位、注意到小曆在虛質科學的成就之後，才進入虛質科學研究所並與小曆共事。
藉由了解小曆想藉由IP膠囊挽回覆水難收的過去之後，兩人開始共同深入研究時間線之間平行移動的可能性。
後期為了幫小曆達成願望，還用上一些比較極端、禁忌的手段，甚至造成干涉了《僕愛》世界線的高崎和音，最後她向高崎和音（另一個自己）寫了語重心長的道歉信來取得原諒。
與小曆之間的關係僅止於普通的同事，終身不戀不婚，一心只為幫小曆完成人生夙願，並羨慕小曆執著於唯一深愛的人。
佐藤栞 / 今留栞（聲：蒔田彩珠）
媽媽是佐藤絃子從事虛質科學研究，爸爸則是專業主夫主持所有家務。
《僕愛》世界線
小時候開始有平行時空互換經歷，常聽到自己內心有不同的聲音，兩者經驗最終幫助7歲今留栞阻止父母離婚發生。
14歲初二小栞家庭依然和睦，一次全家聚餐後經過昭和道十字路口(《君愛》車禍時間地點)，小栞不明原因倒下，醒來後虛質不穩定頻繁穿梭平行世界。
與《君愛》車禍平行世界略有不同處，在於《君愛》跳躍到的車禍平行世界小栞父母與小曆父母皆婚姻和睦，佐藤栞在斑馬線上看到銅像發呆後跑向父母，發生車禍。
但《僕愛》世界僅有小栞父母依然和睦、小曆父母7年前已離婚，今留栞在斑馬線上看到銅像後直接倒下，車禍未發生。
初二暑假，全家到豊後大野市進行辦公(媽媽)與度假(小栞和爸爸)，此時遇見20歲大學二年級的内海進矢(うつみ しんや)……
20歲大學生小栞再與進矢相遇相戀，結婚後内海栞家庭和睦並育有一子修真，修真長大後結婚亦育有一子。
幸福度過66年後，約定時間將至前内海栞經過昭和道十字路，突然強烈感覺失去了什麼，虛質IP也顯示為ERROR。
尋找「失物」時與高崎曆相遇並幫他撿起藥物，相互確認了兩人都過得很幸福。
《君愛》世界線
日高曆的兒時玩伴，佐藤栞比小曆年幼，兩人發展了一段兩小無猜的情誼，一起度過7年愉快的童年和少年時光。
她也跟小曆一樣經歷過父母離異，這時母親絃子和小曆父親翔大開始交往並再婚，而牽動了小曆和小栞兩人的命運……
小栞坐進IP膠囊並順利啟動之後，短暫回到了當時父母還沒離婚的過去，她看到路口對面的父母不禁欣喜若狂，無視紅燈直奔而去；但後來一輛轎車當場撞上闖越馬路的小栞，小栞在那個時空中當場車禍身亡。
直到IP膠囊打開並回到現實之後，小曆發現到她已經不再有意識了，陷入腦死狀態，只能維持心跳；這時絃子表示小栞的症狀屬於「虛質元素核分裂症」，肉體有返回現實但意識卻沒有連帶返回現實。
小栞的腦死症狀維持了一段時間，最後仍不可避免地心跳停止，宣告死亡；而她返回不了現實世界的靈魂，仍被禁錮在她車禍發生當下的昭和路口。
小曆依然能夠在現實中的昭和路口，仍可看到小栞的靈魂，並向她獻花悼念；在小曆的後半生，依舊與小栞之間的過往有著強烈的執念，並希望總有一天能讓她從平行時空的禁錮中解脫，讓小栞能在另一個世界過著幸福的生活……
內海進矢（僅在《當我呼喚妳的名字》登場，動畫未登場)
當我呼籲你的名字的男主角，其實在僕愛中隱藏名字，用老年栞的丈夫身分登場。可以說是本書隱藏第二男主角。
即是在栞14歲後沒有和曆交集時，不久所遇上的真命天子，當時進矢二十歲而栞本人二十歲時重逢和告白成功，日後兩人成為終身伴侶的恩愛夫婦。但是其實他們間的相遇并不平淡，栞在這個僕愛時間軸上，曾經為救一個失蹤(其實死了多年)男孩誤進類似神隱的地方，經歷另一次靈魂死亡消失的危機。但是一起行動的進矢呼籲才逃出，并成功帶出男孩的遺體，可以視為栞的靈魂伴侶。

### 親屬
日高翔大（聲：濱田賢二）
小曆的父親，虛質科學研究所副所長，專攻虛質元素領域，並開發出可讓人穿越不同時空的「IP裝置」。
在《君愛》世界線中與上司絃子交往並再婚。
高崎真由美（聲：園崎未惠）
小曆的母親。
在《僕愛》世界線即使與翔大離婚，也會讓小曆偶爾與前夫翔大見面。
高崎康人（聲：西村知道）
小曆的外公、真由美的父親，與寵物狗「優諾」相依為命。
曾在小曆8歲時沒收了10歲以上才能玩的玩具槍，使得小曆與他之間關係惡化；最後因為溘然而逝、對小曆不告而別而讓小曆留下遺憾。
若選擇優諾仍在世、未死於車禍的世界線，則康人就會相對早逝；若選擇康人仍在世、但優諾死於車禍的世界線，康人就會以和藹的笑容對待小曆。
佐藤絃子（聲：水野美紀）
小栞的母親，虛質科學研究所所長、翔大的大學同學，也是虛質元素、平行時空研究領域的權威。
在《君愛》世界線中與前夫離婚，並與翔大交往和再婚；最後因為來不及告知小曆和小栞，即使沒有血緣關係的義兄妹也能在未來結婚，進而讓女兒因她研究成果而死感到自責與遺憾。

## 動畫電影
2020年9月8日，作者在Twitter上宣佈兩本小說將獲改編為電影。電影入圍第10屆動畫趨勢獎（Anime Trending Award）年度動畫電影獎

### 配音員
- 高崎曆／日高曆：宮澤冰魚
- 瀧川和音：橋本愛
- 佐藤栞：蒔田彩珠[8]

### 音樂
主題曲（僕愛）・插入曲（君愛）
編曲 - 須田景凪、PRIMAGIC / 作詞・作曲・歌 - 須田景凪
主題曲（君愛）・插入曲（僕愛）「紫苑」
作詞 - 石原慎也 / 編曲 - Saucy Dog、永澤和真（agehasprings） / 作曲・歌 - Saucy Dog
插入曲（僕愛）「落花流水」
作詞・作曲・編曲・歌 - 須田景凪
插入曲（君愛）
作詞 - 石原慎也 / 作詞・作曲・歌 - Saucy Dog

### 製作人員
|          | 致我深愛的每個妳 | 致深愛妳的那個我 |
| -------- | ---------------- | ---------------- |
| 配給     | 東映             | 東映             |
| 原作     | 乙野四方字       | 乙野四方字       |
| 導演     | 松本淳           | 笠井賢一         |
| 編劇     | 坂口理子         | 坂口理子         |
| 角色原案 | shimano          | shimano          |
| 製作     | BAKKEN RECORD    | TMS娛樂          |

## 外部連結
- 作者的X（前Twitter）
- 動畫電影官方網站